# 수소연료전지
수소연료전지는, 수소를 연료로 이용해 전기에너지를 생성하는 발전 장치를 말한다. 일반 화학전지와 달리 공해물질을 내뿜지 않기 때문에 친환경 에너지에 속하며, 소음이 없다는 장점을 갖고 있다.

## 역사
연료전지는 1839년 영국의 윌리엄 그로브 경이 실행한 전지 실험으로부터 시작했다. 그 후 1990년대부터 본격적인 실험이 진행되었다. 
2000년 후반 일본의 경우 1990년 기준 온실효과 가스 배출량을 약 6% 정도를 줄였어야 했는데, 이를 달성하기 위해 새로운 기술이 필요했다. 이렇게 만들어진 새로운 기술은 '수소연료전지 기술'이다.

## 원리와 장점
일반적으로 물을 전기분해 시키면, 수소와 산소가 발생한다. 이를 역으로 활용한 것이 수소연료전지이다. 석유, 가스 등의 물질에서 추출한 수소와 공기 중의 산소를 반응시켜 물과 에너지를 만들어낸다. 
이러한 방법은 기존 화학전지와 달리 연료와 공기가 공급되는 한 지속적으로 전기를 만들어 낼 수 있다. 특히 기존 터빈발전방식과 비교했을 때 다양한 장점을 갖고 있다. 우선 에너지 효율이 높고, 소음이 적으며, 온실가스 발생이 적은 친환경 에너지에 속한다. 또한, 수소연료전지는 부피가 작아 공간 확보가 쉽고 다양한 분야에 접목할 수 있다.

## 접목 분야
수소연료전지는 가장 보편화된 주거부터 건설, 선박, 잠수함, 자동차 그리고 드론 등 다양한 분야에 접목되었다. 2018년에는 수소연료전지를 활용한 현대자동차의 '넥쏘', 2019년에는 두산이 만든 '수소드론' 등 큰 주목을 받았다.

## 같이 보기
- 연료 전지 자동차
- 연료 전지 버스